# Nellie Martel

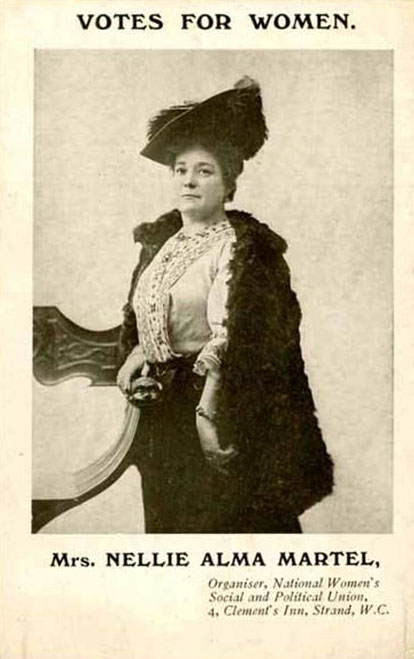
Postkarte mit Nellie Alma Martel, ca. 1906

Ellen Alma Martel, geborene Charleston (* 30. September 1855 in Beacon, Bodmin, Cornwall; † 11. August 1940 in Notting Hill, London) war eine englisch-australische Frauenrechtlerin und Politikerin. Sie kandidierte bei den australischen Bundeswahlen 1903 für den Senat und war damit eine der ersten vier Frauen, die für das Australische Parlament kandidierten.

## Leben
Sie wurde in Beacon in Cornwall als Tochter des Hammermanns (Schmied) John Charleston und Elizabeth Charleston, geborene Williams, geboren. Eines ihrer Geschwister war der spätere australische Senator David Charleston. 1879 wanderte sie nach Australien aus und kam im Januar 1880 in Sydney an. Am 4. April 1885 heiratete sie in der Christ Church Cathedral in Newcastle einen Witwer aus Guernsey, den Fotografen Charles Martel. Das Paar kehrte 1889 nach Großbritannien zurück. In England wurde sie Zeugin der Hochzeit ihrer Schwester mit dem Ingenieur Alfred Goninan.
Nach einer Reise durch Frankreich und Italien kehrten Martel und ihr Mann 1891 nach Sydney zurück und traten beide der Womanhood Suffrage League (WSL) bei; 1894 wurde sie in den Rat und das Organisationskomitee und 1895 in das Finanzkomitee gewählt.
Ihr Ehemann war im September 1893 nach einem unklugen Geschäftsvorhaben für bankrott erklärt worden. Obwohl er im März 1894 entlastet wurde, arbeitete Martel in ihrem Haus in Paddington als Lehrerin für Rhetorik und zahlte bis 1900 die Hypothek ab.
In dieser Zeit engagierte sie sich in der Kampagne für das Frauenwahlrecht, insbesondere in New South Wales. Martel wurde auch für ihre „stimmstarke Altstimme“ bekannt und gab Rezitationen und musikalische Darbietungen bei den monatlichen At Homes, die sie und ihr Mann im Hotel Arcadia veranstalteten.
Im September 1901 wurde sie zusammen mit Annie Golding, Belle Golding und Kate Dwyer eine der Gründungspräsidentinnen der Women’s Progressive Association of New South Wales, die den Zugang von Frauen zu juristischen Berufen und die Gleichberechtigung von Frauen nach einer Scheidung förderte und die in Abgrenzung zu der stark von Rose Scott bestimmten Womanhood Suffrage League of New South Wales entstand.
Im April 1903 wurde sie zur Präsidentin der Women’s Liberal and Reform Association gewählt, und im Oktober wurde sie auch in den Finanzausschuss der Australian Free Trade League gewählt.
Martel war eine der vier Frauen, die bei den Bundeswahlen 1903 antraten, den ersten, bei denen Frauen kandidieren durften. Martel bemühte sich um die Unterstützung der Women’s Social Political League, aber diese erklärte mit Blick auf die Unterstützung von drei Männern durch die führende Free Trade Party, dass „die Zeit für weibliche Kandidaten noch nicht reif ist“. Martel kandidierte dann als unabhängige Kandidatin für den Senat und führte einen intensiven Wahlkampf in Newcastle, Tamworth, Lambton und Maitland. Obwohl sie als Frauenkandidatin antrat, sprach sie sich dagegen aus, dass Frauen für das Parlament kandidieren, wenn sie ihre häuslichen Pflichten vernachlässigen würden; zu diesem Zeitpunkt war ihr Mann bereits in einem Pflegeheim. Sie lehnte die Political Labour League ab, insbesondere deren Caucus-Struktur und die Unterstützung des Mindestlohns, und befürwortete die Lohngleichheit für Frauen auch um damit zu erreichen, dass Arbeiten eine männliche Domäne bliebe. Zu ihren weiteren Anliegen gehörten Freihandel, Privatindustrie, Bewässerung, Fremdsprachenunterricht und die White Australia Policy; letztlich erhielt sie 18.502 Stimmen (6 %).
Das Ehepaar Martel kehrte 1904 nach England zurück; Martel blieb aber ein häufiges Thema in Louisa Lawsons The Dawn. In London wurde sie als eine Frau bekannt, die für das Parlament kandidiert hatte, und trat im Mai 1905 Emmeline Pankhursts Women’s Social and Political Union (WSPU) bei. Martel verlas auf einer Versammlung eine Protestpetition gegen die Verzögerung eines Gesetzes über das Frauenwahlrecht und wurde 1906 Mitglied des Zentralkomitees der WSPU, um für die demokratischen Rechte der australischen Frauen zu werben.
Am 3. Oktober 1906 wurde sie zusammen mit Anne Cobden-Sanderson und Minnie Baldock im Parlament verhaftet und zu zwei Monaten Gefängnis verurteilt. 1907 beteiligte sich Martel zusammen mit Jessie Stephenson, Mary Gawthorpe und Christabel Pankhurst an der erfolglosen Kampagne gegen den amtierenden Kandidaten der Liberalen bei den Nachwahlen in Jarrow.
Sie und Pankhurst unterstützten Nelly Crocker, Rachel Barrett, Aeta Lamb und Emmeline Pankhurst im Januar 1908 erfolgreich im Wahlkampf gegen einen Kandidaten in Devon, der explizit gegen die Erweiterung des Wahlrechts kandidierte, aber Martel verließ die WSPU noch im selben Jahr. Martels „energisches Eintreten“ für einen Kandidaten der Unionisten in Sunderland im Jahr 1918 wurde als Beitrag zu dessen Wiederwahl gewertet.
Charles Martel starb 1935 und Nellie Martel 1940 in ihrem Haus in Notting Hill.

## Weitere Literatur
- Clare Wright: You Daughters of Freedom: The Australians Who Won the Vote and Inspired the World. Text Publishing, Melbourne 2018, ISBN 978-1-925603-93-4.